# Прогресс (Весёловский район)
Прогре́сс — хутор в Весёловском районе Ростовской области.
Входит в состав Краснооктябрьского сельского поселения.

## История
В 2007—2008 годах осуществлено строительство внутрипоселкового газопровода.

## Население
| 1989 | 2002 | 2010 |
| ---- | ---- | ---- |
| 177  | ↗196 | →196 |

## Улицы
- ул. Полевая,
- ул. Сальская,
- ул. Степная,
- ул. Центральная.